# Landesregierung Sever
Die Landesregierung Sever wurde am 20. Mai 1919 vom am 4. Mai 1919 gewählten Landtag von Niederösterreich gewählt und amtierte bis zum 10. November 1920. In diesem Zeitraum zählte Wien noch zum Land Niederösterreich; der Landtag hatte daher eine Mehrheit von Wiener Abgeordneten und eine sozialdemokratische Mehrheit.
Am 10. November 1920 trat die republikanische Bundesverfassung in Kraft. Sie teilte den niederösterreichischen Landtag in zwei Kurien, Wien und Niederösterreich-Land. Die beiden Kurien fungierten, unabhängig voneinander, als Landtage ihrer neu definierten Bundesländer und hatten u. a. deren Landesverfassungen (hier die Stadt Wien als Bundesland, dort das Land um Wien) zu beschließen (die Wiener Verfassung wurde am 10. November beschlossen und trat am 18. November 1920 in Kraft).
Der gemeinsame Landtag hätte laut Bundesverfassung jene Agenden beschließen können, die die beiden neuen Bundesländer weiterhin gemeinsam entscheiden wollten; es wurde aber nichts dergleichen beschlossen. Statt einer Landesregierung für beide Teile, wie sie die Landesregierung Sever gewesen war, sah die Bundesverfassung nur mehr eine gemeinsame Verwaltungskommission vor, die die Geschäfte führte, bis Ende 1921 die besitzrechtliche Trennung (siehe Trennungsgesetz) vollzogen war.
Severs Nachfolger als Landeshauptleute waren seit 10. November 1920 Johann Mayer als erster Landeshauptmann von Niederösterreich ohne Wien und Bürgermeister Jakob Reumann als Landeshauptmann von Wien.

## Regierungsmitglieder
| Amt                                       | Name                 | Partei | Ressorts |
| ----------------------------------------- | -------------------- | ------ | -------- |
| Landeshauptmann                           | Albert Sever         | SDAP   |          |
| Landeshauptmann-Stellvertreter, Landesrat | Johann Mayer         | CS     |          |
| Landeshauptmann-Stellvertreter            | Leopold Steiner      | CS     |          |
| Landeshauptmann-Stellvertreter            | Laurenz Widholz      | SDAP   |          |
| Landesrat                                 | Carl Jukel           | CS     |          |
| Landesrätin                               | Karl Heinrich Müller | SDAP   |          |
| Landesrat                                 | Rudolf Müller        | SDAP   |          |
| Landesrat                                 | Anton Nepustil       | CS     |          |
| Landesrat                                 | Johann Pölzer        | SDAP   |          |
| Landesrat                                 | Karl Volkert         | SDAP   |          |
| Landesrat                                 | Josef Zwetzbacher    | CS     |          |